# Перо Кецман
Перо Кецман Мукоња (Буковача, код Босанског Петровца, 2. август 1921 — Планина Деветак, 1943), учесник Народноослободилачке борбе и народни херој Југославије.

## Биографија
Родио се у селу Буковача, код Босанског Петровца, 2. августа 1921. године. Уочи самог рата завршио је Војнопешадијску официрску школу, те је учествовао у Априлском рату када су Југославију напале силе осовине. Након окупације у селу се повезао са комунистима. Постављен је за десетара 27. јула 1941. године у батаљону „Слобода”. Истакао се у борбама против усташких јединица, а нарочито у нападу на гарнизон у Босанском Петровицу где је стекао глас одважног борца. Његова јединица спречила је да непријатељске снаге продру из Босанског Петровца ка Оштрељу и Дрвару у борбама које су вођене од 22. до 26. августа 1941. године. После ових борби примљен је у СКОЈ.
Међу првима се као добровољац јавио у 1. крајишки пролетерски корпус и убрзо је потом примљен у КПЈ. Истакао се у борбама које је батаљон водио у централној Босни. Велику храброст је показао приликом пребацивања батаљона преко реке Саве и железничке пруге Загреб − Београд у у Славонији у ноћи између 13/14. јуна 1942. године. Он је уништио усташку стражу и омогућио батаљону да пређе преко железничке пруге и настави даље ка Бабиној Греди. У борбама на Радуловици против усташа био је рањен. Постављен је за командира чете 7. крајишке бригаде када ср проелтерски батаљон вратио у Босанску крајину, а касније и командант батаљона. Прошао је борбе у четвртој и петој непријатељској офанзиви. Погинуо је након пробоја на Сутјесци на планини Деветак у источној Босни.
Указом председника ФНР Југославије Јосипа Броза Тита, 27. новембра 1953. године, проглашен је за народног хероја.